# 横田大輔
横田 大輔（よこた だいすけ、1985年2月4日 - ）は、日本の男性声優。埼玉県出身。賢プロダクション所属。

## 略歴
映像テクノアカデミア出身。2011年度よりE-sprinG所属。その後、フリー期間を経て、スクールデュオ15期生卒業後、2015年4月1日より賢プロダクション所属。

## 人物
趣味・特技には読書、音楽鑑賞、散歩、歌、水泳、バレーボールをそれぞれ挙げている。脳科学や心理学、占星術など色々な断片情報から、人の思考がどの様に湧くかを想像するのが趣味。
可愛い動物、特に犬が好きでフレンチブルドッグには目がない。
学生時代にはバレーボール、バンド（ベース）を行っていた。
既婚者で二児の父親。

## 出演

### テレビアニメ
2014年
- パックワールド（2014年 - 2015年、宇宙人、ゴースト、サイクロプスA）

2015年
- うしおととら（2015年 - 2016年、法力僧D、字伏C） - 2シリーズ

2017年
- トミカハイパーレスキュー ドライブヘッド 機動救急警察（クレーン）
- バチカン奇跡調査官（男性2）

2018年
- ヴァイオレット・エヴァーガーデン（カイル・ゼーニヒ、兵士）
- ルパン三世 PART5（記者C）

2019年
- キャロル&チューズデイ（通訳）

2020年
- アラド:逆転の輪（ハーツ・フォン・クルーガー）
- NOBLESSE -ノブレス-（騎士）

2024年
- 夜のクラゲは泳げない（インタビュアー）

### 劇場アニメ
- 映画 プリキュアオールスターズ 春のカーニバル♪（2015年、ドロボーン）

### Webアニメ
- ソードガイ The Animation（2018年、タモツ、男）
- SAND LAND: THE SERIES（2024年、レジスタンス、フォレストランド王国軍兵士）

### ゲーム
- カオスコード（2014年、レイ）
- にゃんだふる★パズル ネコブロ（2014年、コヤー･スペースマン、ナレーション）
- タクティクスオウガ リボーン（2022年、ジョナサン・トウゴ・レンドル）
- 百英雄伝 (ヴィースキン[8]）

### 吹き替え

#### 映画
- ザ・ビースト（ジョン・リンガー〈ラモニカ・ギャレット〉）
- サンゲリア（2022年、ジェームズ、警官1[9]）※BD版
- 南の島のリゾート式恋愛セラピー（ブリッグス〈テムエラ・モリソン〉）
- ファンタスティック・ビーストと黒い魔法使いの誕生（囚人(7)男性[10]）
- マーティン/呪われた吸血少年（ルイス〈ロジャー・ケイン〉[11]）
- 誘拐の掟（ダニ）
- リンカーン弁護士（テッド・ミントン〈ジョシュ・ルーカス〉）
- 恋愛だけじゃダメかしら?（ゲイブ〈ロブ・ヒューベル（英語版）〉）
- ローマの休日（ニルセン[12]）※日本テレビ版2
- ワンダー・ウーマンとマーストン教授の秘密（ブラント・グレゴリー〈クリス・コンロイ〉）

#### ドラマ
- イニョン王妃の男（内官）
- 埋もれる殺意〜26年の沈黙〜（ジェイク）
- オレンジ・イズ・ニュー・ブラック（ソフィア・バーセット〈ラヴァーン・コックス〉）
- 客主～商売の神～（メン・グボム）
- グッド・ワイフ
- クラッシュとバーンスティーン（英語版）（スペンサー）
- シカゴ・ファイア（アダム・ルゼック〈パトリック・ジョン・フリューガー〉）
  - シカゴ P.D.[13]
- ダーマー（トニー）
- ドクター異邦人（クム・ボンヒョン）
- トッケビ〜君がくれた愛しい日々〜（ユ・ドクファ〈ユク・ソンジェ〉）
- ブログ犬 スタン（飼い主2）
- ホント無理だから（ハンス〈ヨアキム・ソレンセン〉）
- Uボート ザ・シリーズ 深海の狼（トーステン）
- リターンド/RETURNED（フランス語版）（フレデリック）
- レバレッジ 〜詐欺師たちの流儀 シーズン6（警備員）
- 私はラブ・リーガル6 フィナーレ（ウォルシュ弁護士）

#### アニメ
- スマーフ（ハンディ[14]）
- ミラキュラス レディバグ&シャノワール（ジャリル / ファラオ、オリッコ）

### 舞台
- Beans'豆集会 vol．3 朗読会 〈秘密-secret-〉
- 井保三兎 ワークショップ公演「みゆき食堂」